# Unken (Salzburg)
Unken ist eine Gemeinde mit 2034 Einwohnern (Stand 1. Jänner 2025) und eine Siedlung im Bezirk Zell am See (Pinzgau) im Land Salzburg in Österreich.

## Geografie

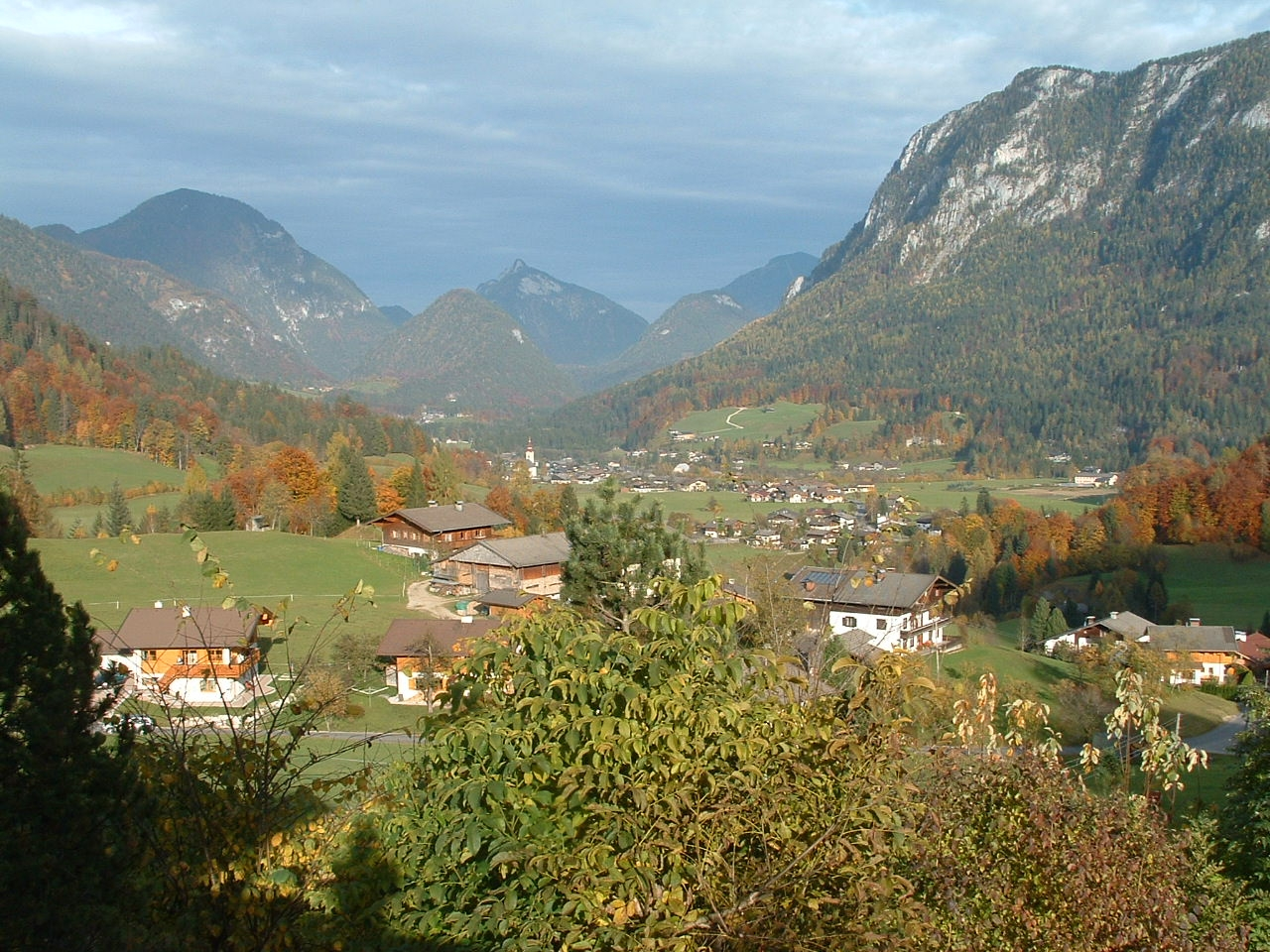
Blick über Unken von Unkenberg

Die Gemeinde liegt im Bezirk Zell am See (Pinzgau) im Saalachtal, nahe dem Grenzübergang Steinpass (Kleines Deutsches Eck).
Die Gemeinde liegt nördlich der Marktgemeinde Lofer, von der sie durch den Kniepass getrennt ist. Das Saalachtal ist hier zum Osten hin von den Reiter Steinbergen und der Reiteralpe mit den bekannten Gipfeln der Drei Brüder (1864 m) umgeben. Nach Norden und Osten bilden die Chiemgauer Alpen mit dem Sonntagshorn (1961 m) die natürliche Grenze. In der Talung von Unken weitet sich das Saalachtal zu einem auenlandschaftlichen Talkessel. Im Heutal, der Verlängerung des Unkenbachs nach Osten, welches aber Richtung Ruhpolding nach Norden entwässert, gibt es ein kleines Skigebiet mit drei Schleppliften, die bis hinauf auf das Dürrnbachhorn (1776 m) reichen.
32 der 70 Forstdistrikte der Bayerischen Saalforste oder ein Viertel deren Fläche fallen in die Gemeinde Unken und summieren sich auf 4628 Hektar, also 42,5 Prozent der Gemeindefläche von Unken.

### Gemeindegliederung
Das Gemeindegebiet umfasst folgende fünf Ortschaften (Bevölkerung Stand 1. Jänner 2025):
- Gföll (233)
- Niederland (862)
- Reit (198)
- Unken (546)
- Unkenberg (195)

Die Gemeinde besteht aus drei Katastralgemeinden (Fläche Stand 31. Dezember 2023):
- Gföll (7.060,86 ha)
- Reith (2.087,47 ha)
- Unken (1.732,58 ha)

Hausnummern werden wie in vielen ländlichen Gegenden Österreichs innerhalb der Ortschaften nach Entstehen der Häuser vergeben (sind also, außer der Angabe der Ortschaften in der Adresse, keine Orientierungshilfe).
Bis Ende Mai 1923 gehörte die Gemeinde zum Gerichtsbezirk Lofer, dann bis Juni 2017 zum Gerichtsbezirk Saalfelden. Mit 1. Juli 2017 wurde sie dem Gerichtsbezirk Zell am See zugewiesen.

### Nachbargemeinden
| Ruhpolding (D)    |                                             | Schneizlreuth (D)            |
| Reit im Winkl (D) | Kompassrose, die auf Nachbargemeinden zeigt |                              |
| Waidring (KB)     | Lofer                                       | Ramsau bei Berchtesgaden (D) |

## Geschichte
1816 kam das bis 1803 selbstständige Erzstift Salzburg und mit ihm Unken zu Österreich und wurde bis 1848 von Linz verwaltet. Nach der Revolution 1848 kam es zur Aufhebung des Untertanenverhältnisses der Bauern zu den Grundherren und 1850 zur Gründung der Gemeinde.

## Politik

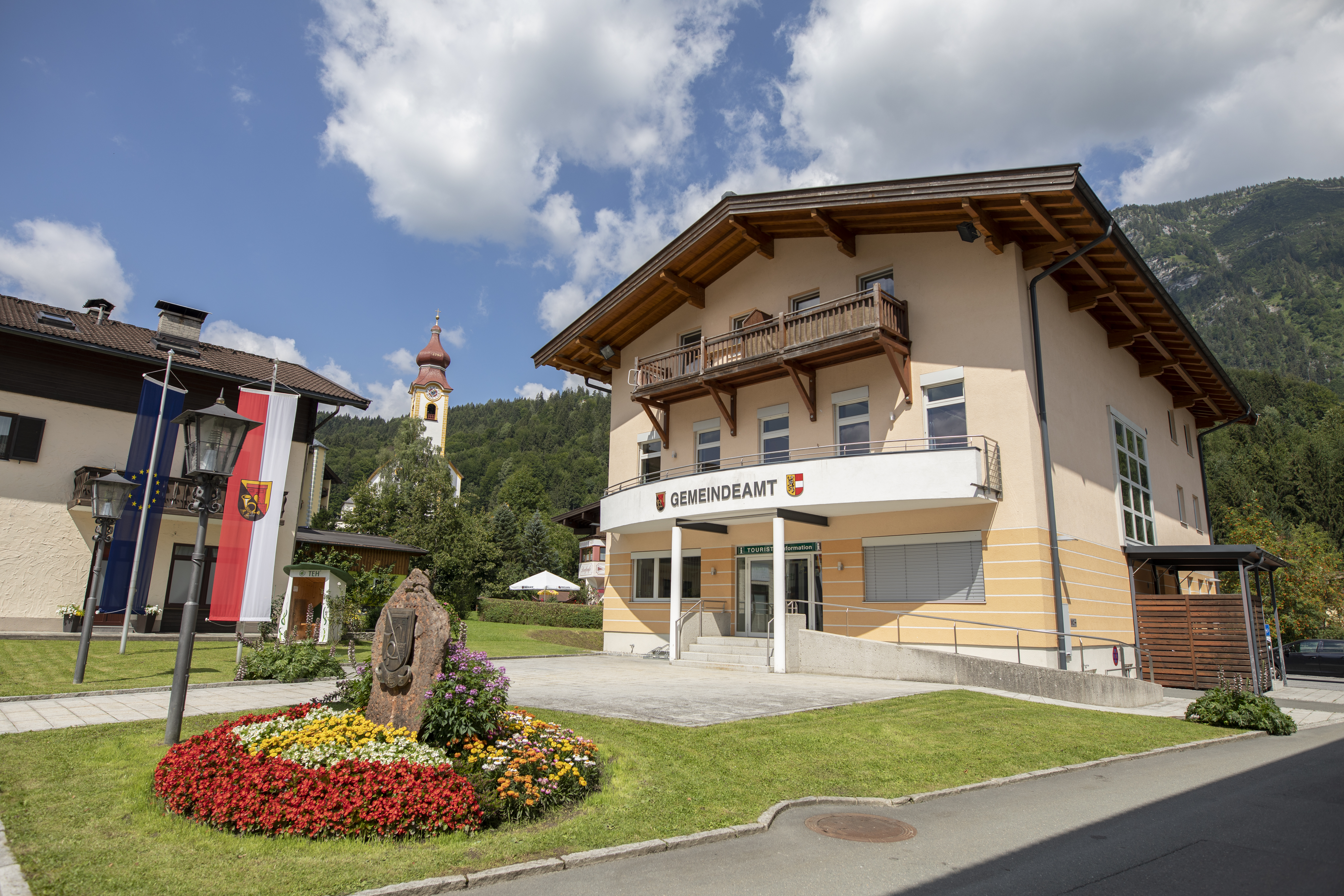
Gemeindeamt Unken

### Gemeinderat
| Gemeinderatswahl 2024Wahlbeteiligung: 77,8 % 50403020100 47,5 % (+6,3 %p)37,5 % (−1,9 %p)15,0 % (n. k. %p)n. k. % (−19,4 %p) ÖVPFPÖBLUSPÖ20192024 |

Die Gemeindevertretung hat insgesamt 17 Mitglieder.
- Mit den Gemeindevertretungs- und Bürgermeisterwahlen in Salzburg 2004 hatte die Gemeindevertretung folgende Verteilung: 7 ÖVP, 5 SPÖ und 5 FPÖ.
- Mit den Gemeindevertretungs- und Bürgermeisterwahlen in Salzburg 2009 hatte die Gemeindevertretung folgende Verteilung: 7 ÖVP, 5 SPÖ und 5 FPÖ.
- Mit den Gemeindevertretungs- und Bürgermeisterwahlen in Salzburg 2014 hatte die Gemeindevertretung folgende Verteilung: 7 FPÖ, 6 ÖVP und 4 SPÖ.
- Mit den Gemeindevertretungs- und Bürgermeisterwahlen in Salzburg 2019 hatte die Gemeindevertretung folgende Verteilung: 7 ÖVP, 7 FPÖ und 3 SPÖ.[4]
- Mit den Gemeindevertretungs- und Bürgermeisterwahlen in Salzburg 2024 hat die Gemeindevertretung folgende Verteilung: 8 ÖVP, 7 FPÖ und 2 BLU.[5]

### Bürgermeister
- 1984–2004 Kurt Sturm (ÖVP)[6]
- 2004–2009 Franz Ensinger (SPÖ)[7]
- 2009–2019 Hubert Lohfeyer (ÖVP)[8]
- seit 2019 Florian Juritsch (ÖVP)[9] – Zum Zeitpunkt der Wahl war er jüngster Bürgermeister des Bundeslandes[10]

### Wappen
Die Blasonierung des 1970 verliehenen Gemeindewappens lautet:
„Schrägrechtsgeteilter Schild; oben in Gold aus der Teilung ragend auf roter Quermauer ein roter Torbau mit zwei Blindfenstern; unten in Schwarz ein schrägrechtes goldenes Posthorn mit linksgerichtetem Mundstück, schwarzgoldener Umschnürung samt ebensolchen zwei Quasten.“

## Kultur und Sehenswürdigkeiten

### Bauten
- Schloss Oberrain
- Festung Kniepass

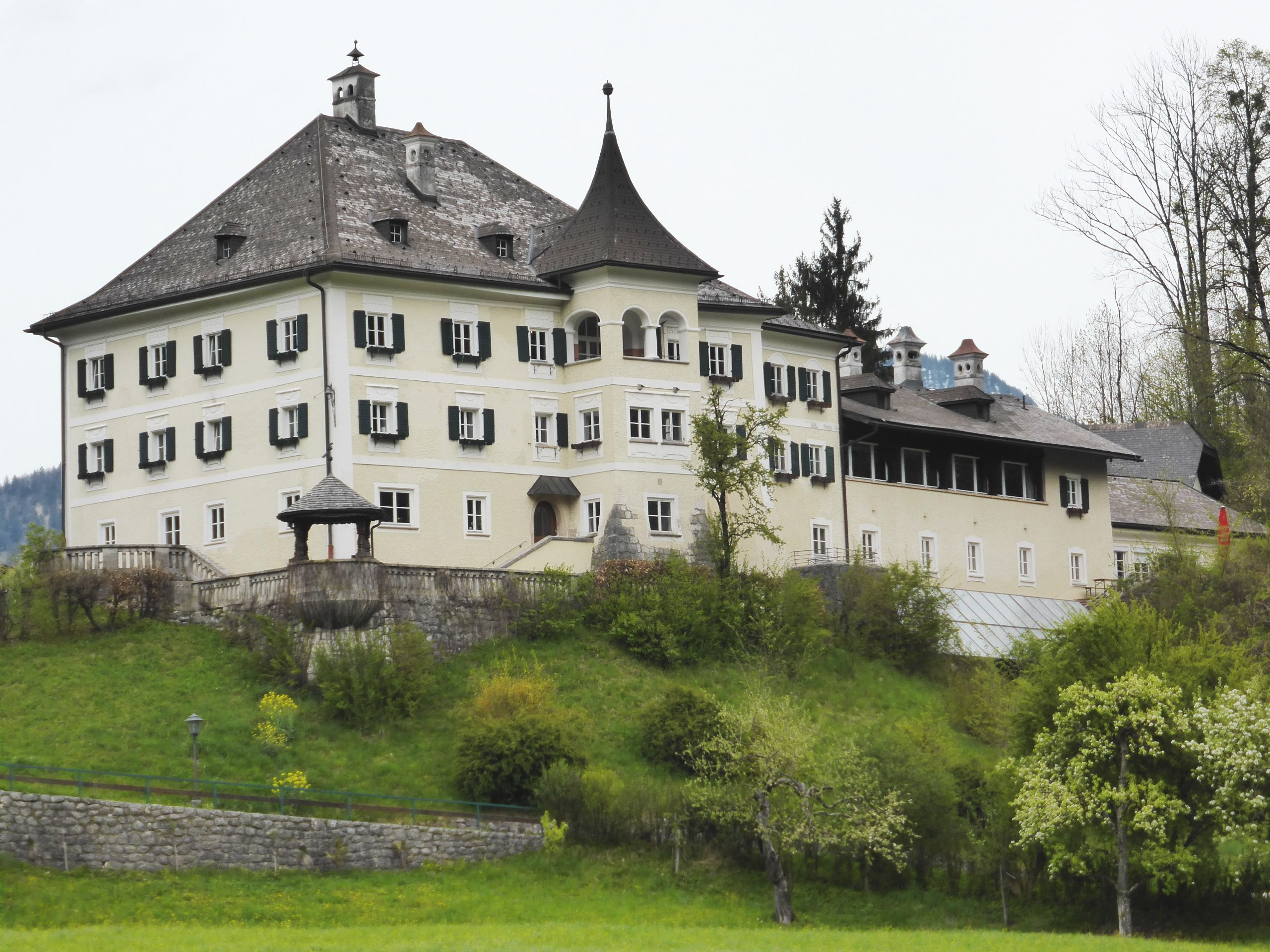
Schloss Oberrain

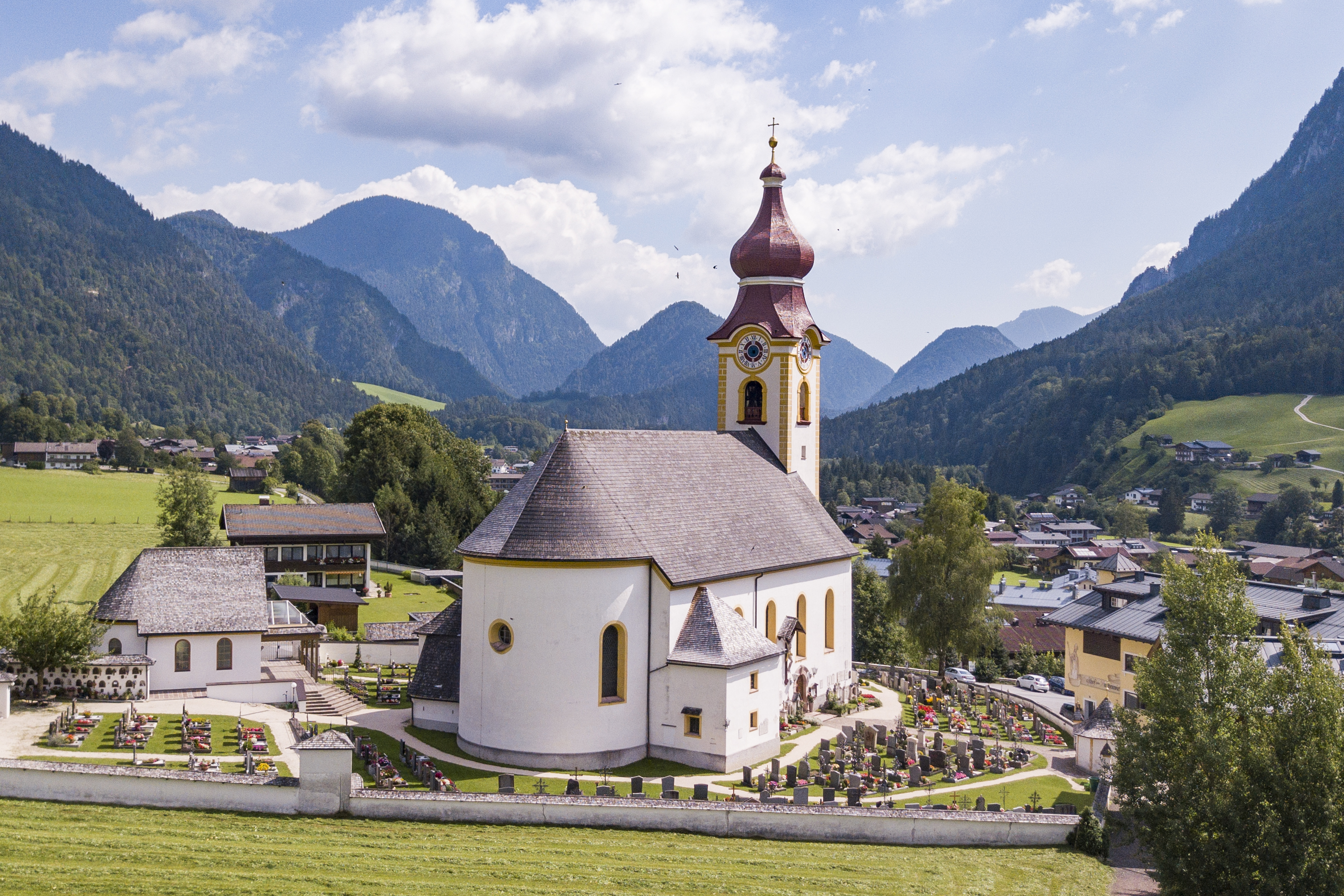
Pfarrkirche Unken

- Katholische Pfarrkirche Unken hl. Jakobus
- Steinpass
- Kramerwirt, denkmalgeschütztes historisches Gasthaus[12]
- Freiheitskämpferdenkmal

### Kunst
2006 wurde der „Reither Wächter“ von CHC Geiselhart eingeweiht. Im Jahre 2020 hat CHC Geiselhart am Zogelhang in der Aschau die Skulpturengruppe „Zogel-Wächterpaar“ installiert.

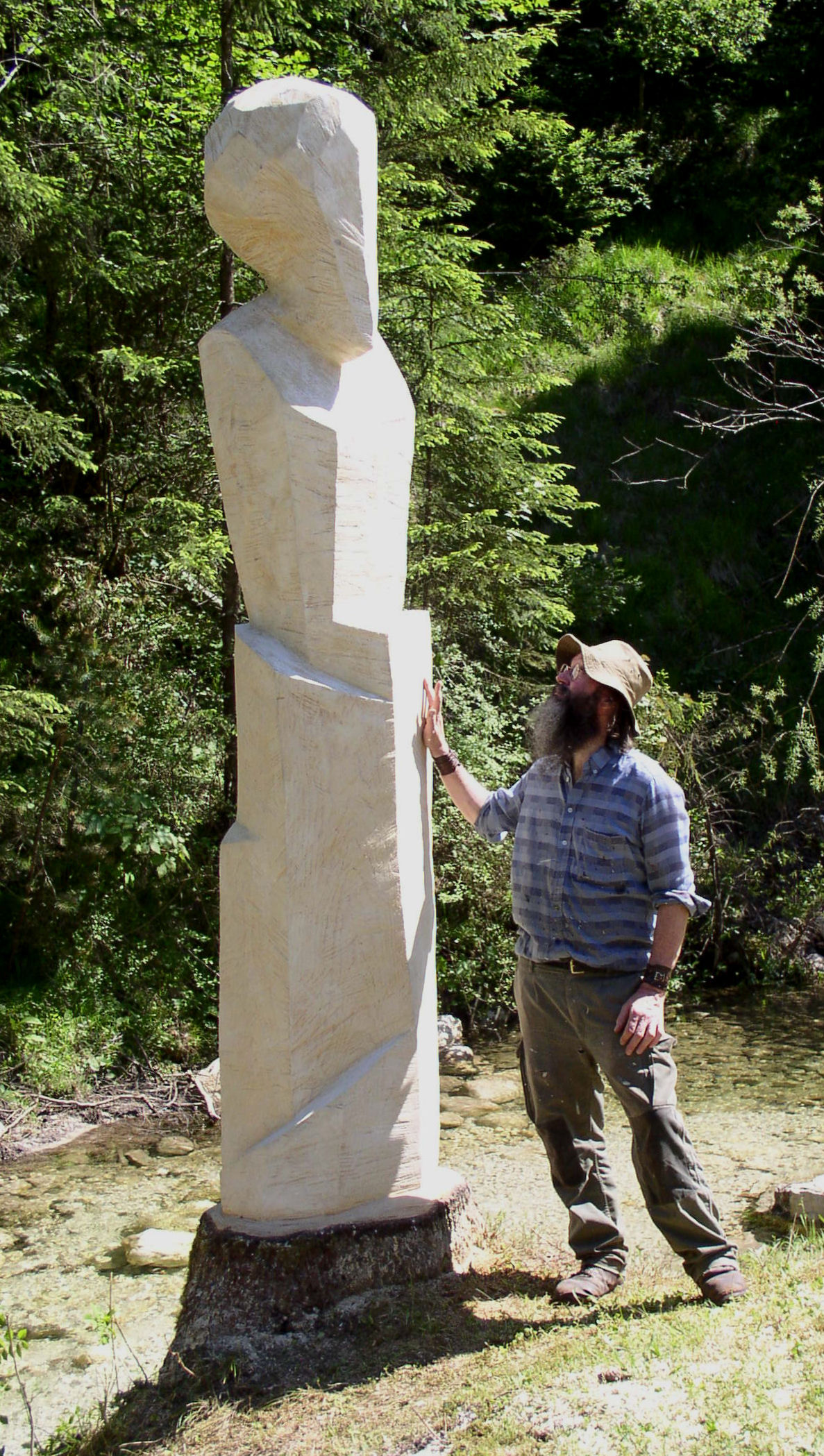
CHC Geiselhart neben seinem „Reither Wächter“ (2006)
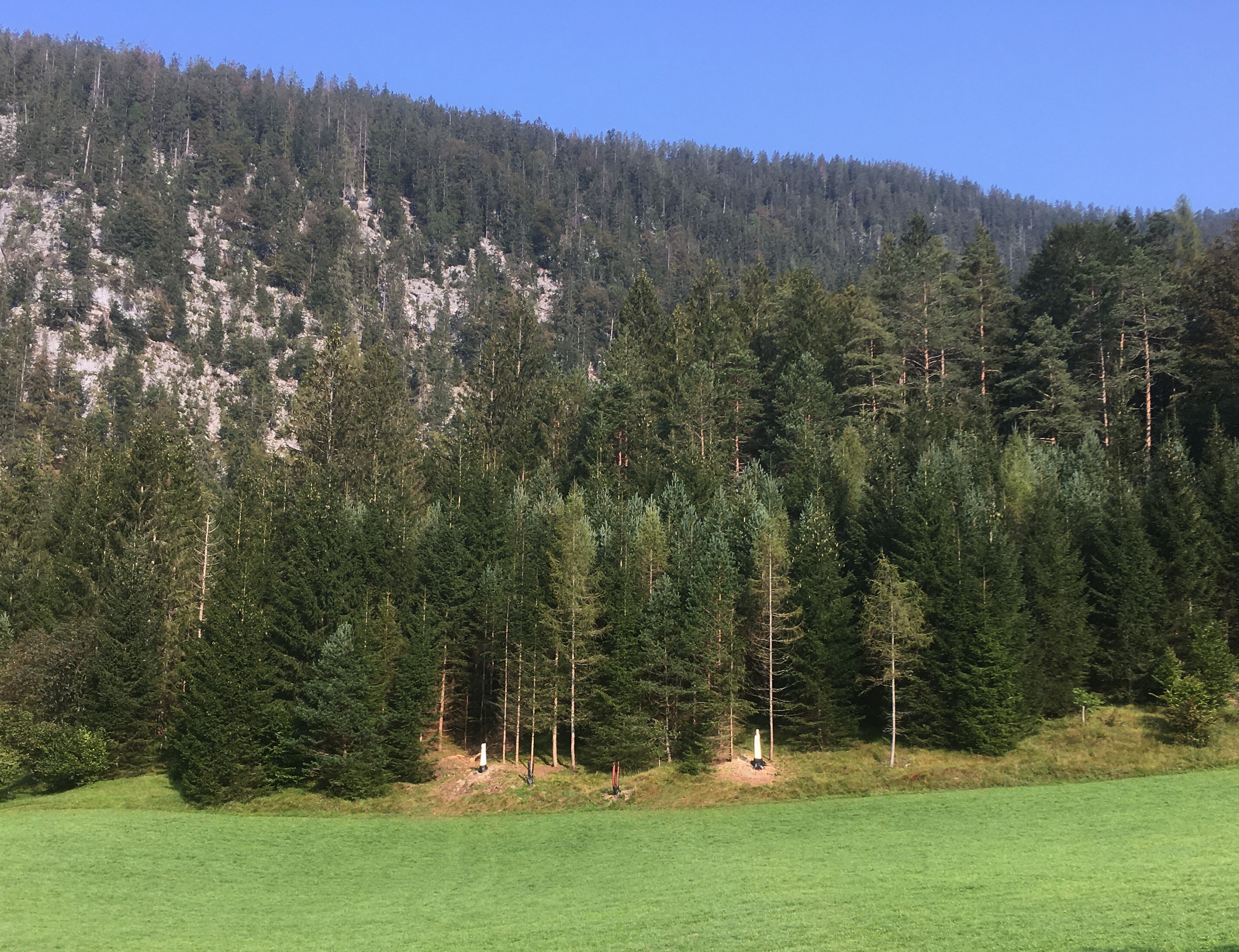
„Zogel-Skulpturen“ von CHC Geiselhart (2020)
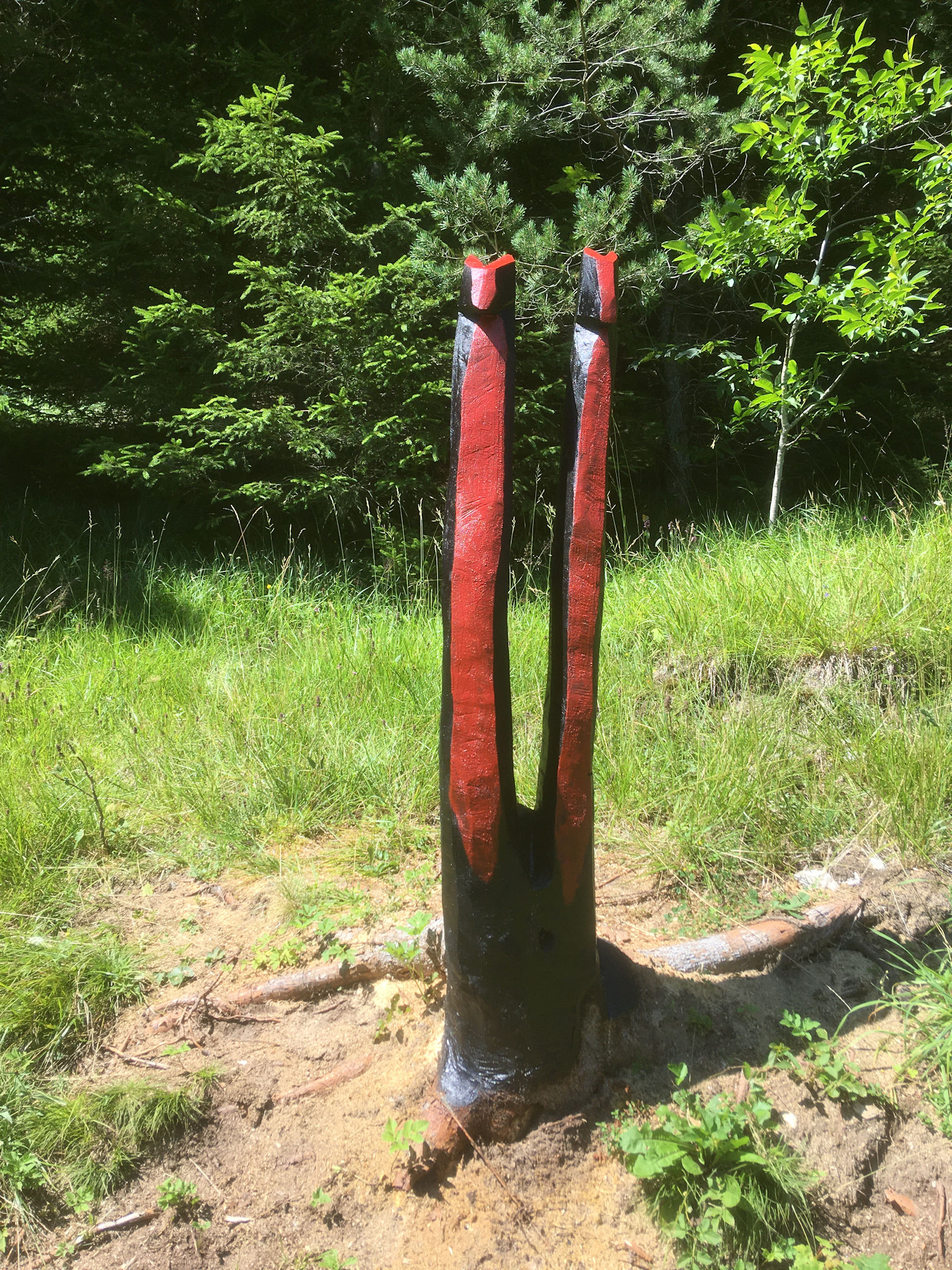
Zogel-Wächter-Paar II der „Zogel-Skulpturen“

### Veranstaltungen
Im Sommer 2021 hisste der Pfarrer eine Pride-Fahne am Kirchturm, die von anonymer Seite entfernt wurde. Ursprünglich als Protest darauf wurde im gleichen Jahr vom Verein Heublume die erste Unken Pride initiiert, die 2025 zum vierten Mal stattfinden wird.

## Wirtschaft und Infrastruktur

### Wirtschaftssektoren
Von den 88 landwirtschaftlichen Betrieben des Jahres 2010 wurden 33 im Haupt- und 44 im Nebenerwerb, eine von einer Personengesellschaft und zehn von juristischen Personen geführt. Die Haupterwerbsbauern bewirtschafteten vierzig Prozent der Flächen, die Nebenerwerbsbauern ein Viertel, die juristischen Personen ein Drittel und die Personengesellschaft ein Prozent. Der größte Arbeitgeber im Produktionssektor ist der Bereich Herstellung von Waren, im Dienstleistungssektor sind es die sozialen und öffentlichen Dienste, gefolgt von Handel und Beherbergung und Gastronomie (Stand 2011).
| Wirtschaftssektor            | Anzahl Betriebe | Anzahl Betriebe | Erwerbstätige | Erwerbstätige |
| Wirtschaftssektor            | 2011            | 2001            | 2011          | 2001          |
| ---------------------------- | --------------- | --------------- | ------------- | ------------- |
| Land- und Forstwirtschaft 1) | 88              | 101             | 61            | 46            |
| Produktion                   | 23              | 17              | 171           | 144           |
| Dienstleistung               | 95              | 67              | 362           | 345           |

1) Betriebe mit Fläche in den Jahren 2010 und 1999
| Von den über 900 Erwerbstätigen, die 2011 in Unken lebten, arbeitete etwas weniger als die Hälfte im Ort, 500 Personen pendelten aus. Aus der Umgebung pendelten 160 Personen zur Arbeit nach Unken. Durch das Gemeindegebiet verläuft die Loferer Straße B 178 von Lofer über Bad Reichenhall nach Salzburg. | Die zur Anzeige dieser Grafik verwendete Erweiterung wurde dauerhaft deaktiviert. Wir arbeiten aktuell daran, diese und weitere betroffene Grafiken auf ein neues Format umzustellen. (Mehr dazu) |

## Persönlichkeiten

### Söhne und Töchter der Gemeinde
- Gerhard Pfaffenbichler (* 1961), Skirennläufer
- Veronika Vitzthum (* 1963), Skirennläuferin
- Reinfried Herbst (* 1978), Skirennläufer
- Emmy Haesele (1894–1987), Malerin, lebte von 1919 bis 1948 in Unken
- Norbert Mühlbacher (* 1929), Maler
- Nicolaus Mitterwallner Edler von Unkenrain (1828–19XX), k.u.k. Oberst,[20] Systemmäßiger Adel

### Prominente Personen, die in der Gemeinde gewirkt haben und wirken
- Curt Hans Chrysostomus Geiselhart (* 1949), Maler, Bildhauer und Drucker